# Witch Craft Works
Witch Craft Works (jap. ウィッチクラフトワークス, Witchi Kurafuto Wākusu) ist ein Manga von Ryū Mizunagi, der 2014 als Anime-Fernsehserie adaptiert wurde.

## Handlung
Protagonist der Handlung ist der Schüler Honoka Takamiya. Als er wie üblich Klassendienst hat und den Müll rausbringt, sieht er, wie ein Teil des Schulgebäudes auf ihn herabstürzt. Er wird jedoch von einer Klassenkameradin in einer Hexenkleidung beschützt. Die schweigsame und scheinbar emotionslosen Ayaka Kagari ist hochgewachsenen und das attraktivste und beliebteste Mädchen der Schule. Honoka erfährt von ihr, dass es zwei Arten von Hexen gibt: „(Elfenbein-)Turmhexen“ ((象牙の)塔の魔女, (zōge no) tō no majo), wie jene, die ihn angegriffen haben, die ihre Magie nur für selbstsüchtige Dinge nutzen und denen egal ist, was mit anderen geschieht, sowie „Werkstatthexen“ (工房の魔女, kōbō no majo) wie Ayaka, die in jeder größeren Stadt eine „Werkstatt“ errichtet haben und darüber wachen, dass Magie nicht für böse Zwecke missbraucht wird. In Honoka ist eine „Weiße Prinzessin“ genannte, mächtige Hexe versiegelt, weswegen die Turmhexen hinter ihm her sind, um diese Macht für sich zu nutzen, während die Werkstatthexen alles daran setzen, dass sie versiegelt bleibt. Von nun an wird daher Ayaka immer in seiner Nähe bleiben und ihn als „ihre Prinzessin“ vor jedem, der hinter ihm her ist, beschützen.

## Charaktere
Werkstatthexen:
Honoka Takamiya (多華宮 仄, Takamiya Honoka)
Honoka ist der männliche Protagonist der Handlung und ein eher unscheinbarer Schüler. In ihm ist die mächtige „Weiße Prinzessin“ (白姫, Shirohime) versiegelt. Während die Turmhexen bestrebt sind diese mächtige Hexe zu befreien, wollen die Werkstatthexen die Versiegelung aufrechterhalten.
Ayaka Kagari (火々里 綾火, Kagari Ayaka)
Ayaka ist die weibliche Protagonistin. Sie ist hochgewachsen, attraktiv, intelligent und sportlich und gilt als beliebtestes Mädchen der Schule. Sie hat einen sehr stoischen und schweigsamen Charakter, ist aber in Honoka vernarrt, was sich fast ausschließlich in ihren Aktionen ihm gegenüber ausdrückt. Sie gilt als eine der mächtigsten Hexen, weil sie sich auf Feuermagie spezialisiert hat, weswegen sie Fire Starter (ファイアースターター, Faiā Sutātā) genannt wird. Gleichzeitig ist sie nahezu unverwundbar, wobei sie für ihre Kräfte teilweise die von Honoka anzapft. Da all ihr Handeln darauf abzielt, jeden Schaden von Honoka abzuwenden, hat sie einen Zauber auf ihn angewandt, der jeden Schaden auf sie umlenkt, was somit ihr einziger Schwachpunkt ist.
Kazane Kagari (火々里 かざね, Kagari Kazane)
Kazane ist Ayakas Mutter und Vorstandsvorsitzende der Schule. Sie ist die Anführerin der Werkstatthexen der Stadt. Sie besitzt gewaltige magische Kräfte, mit denen sie die komplette Stadt beschützen kann, kämpft aber hauptsächlich mit den Fäusten. Sie ist trotz ihres Aussehens hunderte Jahre alt, da sie die Kreuzzüge und die Französische Revolution miterlebte. Andererseits ging sie mit Honokas Mutter auf eine Schule, wo beide eine Beziehung hatten. Da sie selbst nicht heiraten konnten, verabredeten sie, ihre zukünftigen Kinder miteinander zu verloben.
Kasumi Takamiya (多華宮 霞, Takamiya Kasumi)
Kasumi ist Honokas jüngere Schwester und zu dessen Überraschung eine Hexe. Ihr „Verbündeter“ ist ein Teddybär, den sie im Kampf auf gigantische Ausmaße vergrößern kann. Kasumi besitzt einen Bruderkomplex, weswegen sie Ayaka gegenüber feindlich eingestellt ist.
Turmhexen:
Chronoire Schwarz Six (クロノワールシュヴァルツ・シックス, Kuronowāru Shuvarutsu Shikkusu)
Chronoire – eine alternative Lesung der Schriftzeichen ist Kuro Noir, welches auf Japanisch und Französisch ebenfalls „schwarz“ bedeutet – ist eine Turmhexe und alte (mehrere hunderte Jahre) Bekannte von Kazane. Ihr Diener ist ein sprechendes, vornehm gekleidetes Krokodil. Sie gibt Honoka ein Bonbon, das das erste Siegel der „Weißen Prinzessin“ bricht, was ein Katalysator der weiteren Handlung ist.
Medusa (メデューサ, Medyūsa)
Medusa ist eine mächtige Turmhexe, die mit ihren „Steinaugen und Steinhänden“ nicht nur Personen, sondern auch Abstraktes wie Konzepte versteinern kann. Nachdem sie von den Werkstatthexen gefangen genommen worden war, wurden daher ihre Augen mit einer magischen Augenbinde und ihre Arme mit einer magischen Zwangsjacke versiegelt. Zu Beginn der Handlung bricht sie aus dem Gefängnis aus und versteckt sich schließlich mit ihren Untergebenen bei Honoka zu Hause.
Tampopo Kuraishi (倉石 たんぽぽ, Kuraishi Tampopo), Kanna Utsugi (宇津木 環那, Utsugi Kanna), Rin Kazari (飾 鈴, Kazari Rin), Kotetsu Katsura (桂 虎鉄, Katsura Kotetsu) und Mei Menowa (目野輪 冥, Menowa Mei)
Die Fünf sind Medusas Untergebene und werden als Gruppe auch KMM-dan (KMM団) genannt.
Tampopo ist erkennbar an ihren Tierohren (kemomimi) und länglichen Pupillen und kämpft mit Shikigami in der Form einer Armee von Hasen, die jedoch anfällig gegenüber Feuer sind, da sie praktisch aus dem Papier bestehen, mit dem sie beschworen worden.
Kanna kämpft mittels eines großen Zauberbuchs, Rin ist eine Nekromantin, Kotetsu nutzt ein Schwert und Mei trägt eine Augenklappe sowie einen großen Hund um ihren Hals und kämpft mit Raumverzerrungsmagie.
Weekend (ウィークエンド, Wīkuendo)
Weekend ist eine einflussreiche Turmhexe mit einer großen Anzahl Untergebener, die hinter der Kraft der Weißen Prinzessin her ist. Ihre Magie ist spezialisiert auf Bomben, wenngleich ihre größte Stärke in Strategie liegt.

## Entwicklung und Veröffentlichung
Ryū Mizunagi nahm im Frühjahr 2004 am Nachwuchs-Mangaka-Wettbewerb Afternoon Shikishō des Verlags teil, wo er unter dem Pseudonym Rūrei Kuroyamayagi die Kurzgeschichte Witch Craft Works einreichte und dabei eine lobende Erwähnung erhielt. Die weibliche Hauptfigur hieß hier bereits Ayaka Kagiri und die männliche Hauptfigur Takamiya, jedoch noch ohne Vornamen. Nachdem seine erste Mangaserie Kill Wizard im 2006 Magazin Shōnen Magazine an ihr Ende gekommen war, begann er mit der Ausarbeitung einer zweiten Serie namens Majokko Mono (魔女っ娘モノ, dt. „Hexenmädchen Mono; Hexenmädchendinge“), deren Protagonistin Honoka hieß. Als er jedoch ein Angebot vom Magazin Good! Afternoon für eine neue Serie erhielt, nahm er seine Wettbewerbsgeschichte Witch Craft Works und kombinierte diese mit Majokko Mono, wobei die beiden Protagonisten zunächst weiblich und deren Beziehung eine lesbische (Yuri) war, kehrte dann aber dazu zurück, Takamiya männlich zu belassen, wobei er jedoch den weiblich klingenden Vornamen Honoka beibehielt.
Schließlich wurde Witch Craft Works am 5. März 2010 in Ausgabe #09 der Good! Afternoon veröffentlicht, wobei er hierfür seinen Künstlernamen auf Ryū Mizunagi änderte. Bisher (Stand: Oktober 2018) wurden die Kapitel in 12 Sammelbänden (Tankōbon) zusammengefasst:
- Bd. 1, ISBN 978-4-06-310760-9, 5. November 2010
- Bd. 2: ISBN 978-4-06-310713-5, 7. Juli 2011
- Bd. 3: ISBN 978-4-06-387810-3, 7. März 2012
- Bd. 4: ISBN 978-4-06-387849-3, 7. November 2012
- Bd. 5: ISBN 978-4-06-387884-4, 7. Mai 2013
- Bd. 6: ISBN 978-4-06-387931-5, 7. November 2013
- Bd. 7: ISBN 978-4-06-387981-0, 7. Juli 2014
- Bd. 8: ISBN 978-4-06-388026-7 (normal) bzw. ISBN 978-4-06-358712-8 (limitiert mit DVD), 7. Januar 2015
- Bd. 9: ISBN 978-4-06-388099-1, 6. November 2015
- Bd. 10: ISBN 978-4-06-388201-8, 7. November 2016
- Bd. 11: ISBN 978-4-06-388282-7, 7. August 2017
- Bd. 12: ISBN 978-4-06-511537-4, 7. Juni 2018

In den USA wurde der Manga von Random Houses Manga-Imprint Vertical lizenziert und erscheint seit dem 21. September 2014.

## Anime
J.C.Staff adaptierte die ersten sechs Bände des Manga als Anime. Regie führte Tsutomu Mizushima und das Character Design stammte von Yukie Hiyamizu. Die 12 Folgen wurden vom 5. Januar bis 23. März 2014 auf Tokyo MX ausgestrahlt und mit bis zu drei Tagen Verzögerung auch auf TV Aichi, AT-X, BS11 und MBS. Eine englisch untertitelte Fassung wird gleichzeitig über Crunchyroll in beiden Amerikas, dem Vereinigten Königreich, Irland, Australien, Neuseeland, Südafrika und Skandinavien gestreamt.
Am 7. Januar 2015 erschien mit der limitierten Ausgabe des achten Bandes eine weitere Folge auf DVD.

### Synchronisation
| Rolle            | japanischer Sprecher (Seiyū) |
| ---------------- | ---------------------------- |
| Honoka Takamiya  | Yūsuke Kobayashi             |
| Ayaka Kagari     | Asami Seto                   |
| Kasumi Takamiya  | Ai Kayano                    |
| Kazane Kagari    | Sayaka Ōhara                 |
| Tampopo Kuraishi | Shiori Izawa                 |
| Kanna Utsugi     | Shiina Natsukawa             |
| Rin Kazari       | Momo Asakura                 |
| Kotetsu Katsura  | Natsumi Hioka                |
| Mei Menowa       | Yūko Iida                    |
| Chronoire        | Rie Kugimiya                 |
| Medusa           | Miyuki Sawashiro             |
| Weekend          | Aya Hirano                   |

### Musik
Die Musik zur Serie stammt von der Techno-Pop-Band Technoboys Pulcraft Green-Fund. Der Vorspanntitel divine intervention wird von fhána gesungen und der Abspanntitel Witch Activity (ウィッチ☆アクティビティ, Witchi Akutibiti) von KMM-dan, einer Hexengruppe innerhalb der Serie und hier eine Gruppe der entsprechenden Synchronsprecherinnen Shiori Izawa, Momo Asakura, Shiina Natsukawa, Yūko Iida und Natsumi Hioka.
Die Single zum Vorspann erschien am 22. Januar und jene zum Abspann am 5. Februar 2014, wobei das Coverbild an das des Albums Die Mensch-Maschine der deutschen Band Kraftwerk angelehnt ist.